# Пищов
Пищо́в (укр. Піщів) — село на Украине, основано в 1000 году, находится в Звягельском районе Житомирской области.
Население по переписи 2001 года составляет 799 человек. Почтовый индекс — 11733. Телефонный код — 4141. Занимает площадь 2,4 км².

## Адрес местного совета
11733, Житомирская область, Новоград-Волынский р-н, с. Пищов